# Pedro Paz-Soldán Ureta
Pedro Silvero Paz-Soldán y Ureta (Arequipa, 20 de junio de 1809 - Lima, junio de 1876) fue un político peruano. Presidente del Consejo de Ministros y ministro de Hacienda y Comercio en 1867.
Hermano de José Gregorio Paz Soldán (diplomático y político), Mateo Paz Soldán (geógrafo y astrónomo) y Mariano Felipe Paz Soldán (geógrafo e historiador). Casado con Francisca Unanue y de la Cuba (hija de Hipólito Unanue), fue padre de Pedro Paz Soldán y Unanue, el célebre lexicógrafo y escritor conocido también con el pseudónimo de Juan de Arona.

## Biografía
Fue hijo de Manuel Paz Soldán (ministro tesorero de las Reales Cajas de Arequipa) y Gregoria de Ureta y Araníbar. Estudió en el Seminario de San Jerónimo de Arequipa. Cursó estudios superiores en la Universidad Nacional de San Agustín; y se graduó de doctor en Jurisprudencia.
El 3 de junio de 1867 fue designado presidente del Consejo de Ministros y ministro de Hacienda. Su gabinete lo conformaban: el coronel Mariano Pío Cornejo (Guerra); Luis Mesones (Relaciones Exteriores); Felipe Osorio (Justicia) y Pedro José Saavedra (Gobierno). Todos eran miembros del Congreso Constituyente. El presidente Prado pretendía así dar la señal de que marchaba de acuerdo con el poder legislativo, luego de que su anterior gabinete, el presidido por Pedro José Tordoya (Gabinete Tiberiópolis), fuera censurado por el Congreso.
Se mantuvo como presidente del Consejo de Ministros hasta septiembre de 1867, cuando fue reemplazado por el general Luis La Puerta, pero volvió a la jefatura del gabinete el 12 de octubre del mismo año, cuando La Puerta se hizo cargo de la presidencia interina de la República, por ausencia del presidente Prado. Se mantuvo hasta la caída de dicho régimen, en enero de 1868.
De él descienden las familias Alayza y Paz Soldán, Rada y Paz Soldán y Paz Soldán y Valle Riestra.